# Euthalia pyxidata
Euthalia pyxidata är en fjärilsart som beskrevs av Gustav Weymer 1883. Euthalia pyxidata ingår i släktet Euthalia och familjen praktfjärilar. Inga underarter finns listade i Catalogue of Life.